# Akon
Akon (transliterat ei-can) (16 d'abril de 1973, (San Luis, Missouri) és un cantant i compositor de rap i R&B que a l'edat de 7 anys es va traslladar a Nova Jersey. El seu vertader nom és Aliaune Thiam i el seu pare, Mor Thiam, era un percussionista de jazz.
Akon va gravar el seu àlbum de debut, Trouble el 2004, on va incloure èxits com "Locked Up", "Lonely", "Ghetto" o "Bananza (Belly Dancer)". A més, és propietari del seu propi segell discogràfic, Konvict Music.

## Biografia

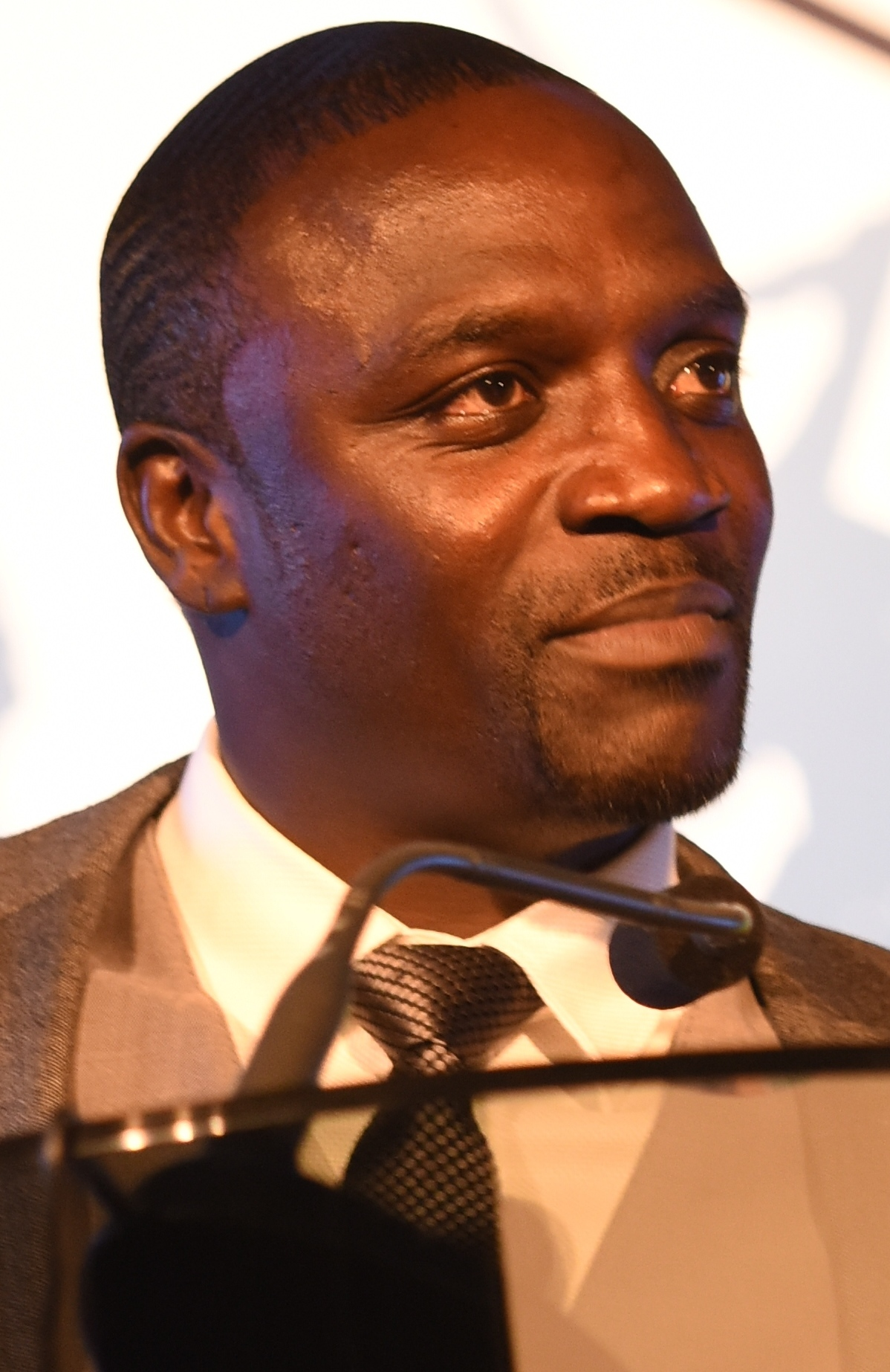
Akon en 2015

Va néixer a Saint-Louis, Missouri, de pares senegalesos. Akon es cria en una família de músics i aprèn a tocar diversos instruments. Va viure gran part de la seva infància al Senegal. Als set anys, es va traslladar de Senegal als Estats Units a Union City, Nova Jersey.
Akon diu en una entrevista que el seu nom i cognoms reals són Alioune Badara Akon Thiam [ref. requerida]. En els crèdits dels seus productes, s'escriu Aliaune Thiam.
El nom de l'escena d'Akon prové de la paraula anglesa "convict", que significa "pres".
Akon és de fe musulmana i afirma que "la seva religió l'ha convertit en una persona millor". Parla anglès, wòlof però no parla el francès que ha oblidat des que viu als Estats Units.
Quant a la seva data de naixement, Akon diu que diversos mitjans han informat de dates incorrectes, tot i que segons The Smoking Gun, el seu nom és Aliaune Badara Thiam i va néixer el 16 d'abril de 1973.
Akon afirma tenir tres dones, però el seu estat civil real és desconegut. També afirma tenir cinc fills anomenats Alioune, Milhouse, Jhavor, Tyler i Alioune. Akon diu que la seva companyia discogràfica Universal ha imposat silenci al seu estat civil després de revelar la seva poligàmia en una entrevista.
És un dels millors amics del futbolista internacional ivorià Salomon Kalou.

## Discografia

### Álbums
- Trouble (2004)
- Konvicted (2006)
- In My Ghetto Bootleg (2007)
- Freedom (2008)
- Stadium music (2013)
- El Negreeto (2019)

### Altres aparicions
- 2005 "Moonshine" (Savage feat. Akon)
- 2005 "Baby I'm Back" (Baby Bash feat. Akon)
- 2005 "Soul Survivor" (Young Jeezy feat. Akon)
- 2005 "Can You Believe It" (Styles P feat. Akon)
- 2005 "Stay Down" (Ruff Ryders feat. Flashy & Akon)
- 2005 "Hustler's Story" (Notorious B.I.G. feat. Scarface & Akon)
- "Party Gets Hot Tonight" (Rah Digga feat. Akon)
- "Find Us" (The Beatnuts feat. Akon)
- 2007 "The Sweet Scape" (Gwen Stefani Feat. Akon)
- 2007 "I wanna Love You" Remix Akon (feat Snoop Dogg)
- 2007 "i tried" bone thugs n harmony feat akon
- 2007 "Bring in on" Daddy Yankee feat Akon
- 2007 " We takin'over" (DJ Khaled feat. Akon, T.I., Rick Ross, Fat Joe, Birdman, AND Lil Wayne)
- 2007 " The way she moves" - Zion ft. Akon
- 2007 "rebel musik"-viviane ft. akon
- 2007 "Rubio's: Your Fish Taco Tastes so Good"-viviane ft. akon
- 2007 "Ill still kill"-(50 Cent feat Akon)
- 2007 "Whats love" (Shaggy feat. Akon)
- 2009 "All up to you"(Feat Wisin&Yandel, Aventura)
- 2009 "Sexy Bitch" (Feat David Guetta)
- 2009 "Let's Get Crazy" (Feat Cassie)
- 2009 "Overtime" (Feat Ace Hood, T-Pain)
- 2019 " Shut It Down" (Feat Pitbull)
- 2010 "Dirty Situation" (Feat Mohombi)
- 2016 "Picky Picky " " (Picky Picky Remix Feat Joey Montana, Mohombi)
- 2017 "Mi reina" (Feat Grupo Extra)

## Curiositats
Masi Oka (Hiro Nakamura a la sèrie Herois) va actuar en el Punk'd que li van fer a Akon, tot i que no era conegut. El seu amic Jesse McCartney va participar com a còmplice del programa.
Billboard Hot 100 UK Singles Chart AUS Singles 
- 2004 "Locked Up" #8 #4 #33 Trouble
- 2005 "Ghetto" #92 - - Trouble
- 2005 "Lonely" #4 #1 #1 Trouble
- 2005 "Bananza (Belly Dancer)" #30 #5 #23 Trouble
- 2005 "Pot Of Gold" - #77 - Trouble
- 2005 "Baby I'm Back" (Baby Bash featuring Akon) #19 - - Super Saucy
- 2005 "Soul Survivor" (Young Jeezy featuring Akon) #4 #16 - Let's Get It: Thug Motivation 101
- 2005 "Can You Believe It?" (Styles P featuring Akon) - - - Time is Money
- 2005 "Moonshine" (Savage featuring Akon) - - #9 Moonshine
- 2005 "Stay Down" (Ruff Ryders featuring Flashy & Akon) - - - Redemption: Volume 4
- 2006 "Snitch" (Obie Trice featuring Akon) - - - 2nd Rounds On Me
- 2006 "Smack That" (featuring Eminem) #2 #1 #2 Konvicted
- 2006 "I Wanna Love U Itzel I Luv U" (featuring Snoop Dogg) #1 #3 #6 Konvicted
- 2007 "Don't Matter" #1 #3 #9 Konvicted
- 2007 "Mama Africa" - #47 - Konvicted
- 2007 "Sorry, Blame It On Me" #7 #22 #26 Konvicted
- 2007 "Cross Da Line" Featuring Rick Ross #1 #3 - In My Ghetto Bootleg
- 2007 "On My Trail" Featuring L.A. #1 #3 - In My Ghetto Bootleg
- 2007 "U Like My Swagga" Featuring Assassin #1 #3 - In My Ghetto Bootleg
- 2007 "Neva 4 Get Me" Featuring Bleek #1 #3 - In My Ghetto Bootleg